# Reinardt Janse van Rensburg
Reinardt Janse van Rensburg   (Virginia, 3 de febrer de 1989) és un ciclista sud-africà professional des del 2010 fins al 2024. El seu germà Jacques també és ciclista professional.
El 2010 va debutar com a professional a l'equip sud-africà MTN Energade, que l'any següent passà a anomenar-se MTN Qhubeka. La gran temporada que va fer el 2012, en què guanyà el campionat nacional de contrarellotge i la general de la Volta al Marroc, el Tour de Bretanya, el Tour d'Overijssel el Circuit de Valònia i la Ronde van Zeeland Seaports, a més de nombroses etapes li va servir per fer el pas a un equip de l'UCI World Tour el 2013, l'Argos-Shimano.
El 2017 i 2022 guanyà el campionat nacional en ruta.

## Palmarès
- 2009
  - 1r als Campionats d'Àfrica de ciclisme en contrarellotge sub-23
  - 1r als Campionats d'Àfrica de ciclisme en contrarellotge per equips, amb Christoff Van Heerden, Ian McLeod i Jay Robert Thomson
- 2010
  -  Campió de Sud-àfrica sub-23 en contrarellotge
  - Vencedor d'una etapa al Tour de Ruanda
- 2011
  -  Medalla d'or de contrarellotge als Jocs Africans
  -  Medalla d'or de contrarellotge per equips als Jocs Africans, amb Jay Thomson, Nolan Hoffman i Darren Lill
  - 1r al Dome 2 Dome Roadrace
  - Vencedor d'una etapa a la Volta al Marroc
  - Vencedor d'una etapa al Herald Sun Tour
- 2012
  -  Campió de Sud-àfrica en contrarellotge
  - 1r a la Volta al Marroc i vencedor de 4 etapes
  - 1r al Tour de Bretanya i vencedor d'una etapa
  - 1r al Tour d'Overijssel i vencedor d'una etapa
  - 1r al Circuit de Valònia
  - 1r a la Ronde van Zeeland Seaports
  - 1r al 94.7 Cycle Challenge
  - Vencedor de 2 etapes a la Volta a Portugal
- 2013
  - 1r al Memorial Frank Vandenbroucke
- 2016
  - 1r al Tour de Langkawi
- 2017
  -  Campió de Sud-àfrica en ruta
- 2022
  -  Campió de Sud-àfrica en ruta
- 2025
  - 1r al Tour de Benín i vencedor de dues etapes
  - 1r al Gran Premi de Cotonou

### Resultats a la Volta a Espanya
- 2013. 98è de la classificació general
- 2020. 103è de la classificació general
- 2021. Fora de temps. 7a etapa

### Resultats al Tour de França
- 2015. 96è de la classificació general
- 2016. 115è de la classificació general
- 2017. 118è de la classificació general
- 2018. 110è de la classificació general
- 2019. 124è de la classificació general
- 2022. 132è de la classificació general